# Землетруси в префектурі Кумамото

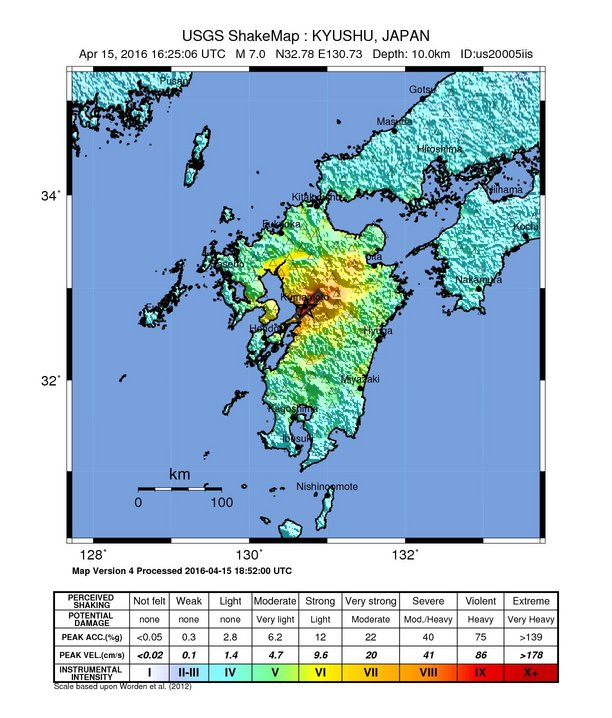
Геологічна служба США склала карту для землетрусу 16 квітня; максимальне значення 8,8 інтенсивності шкали Меркаллі спостерігалося тільки на схід від Кумамото.

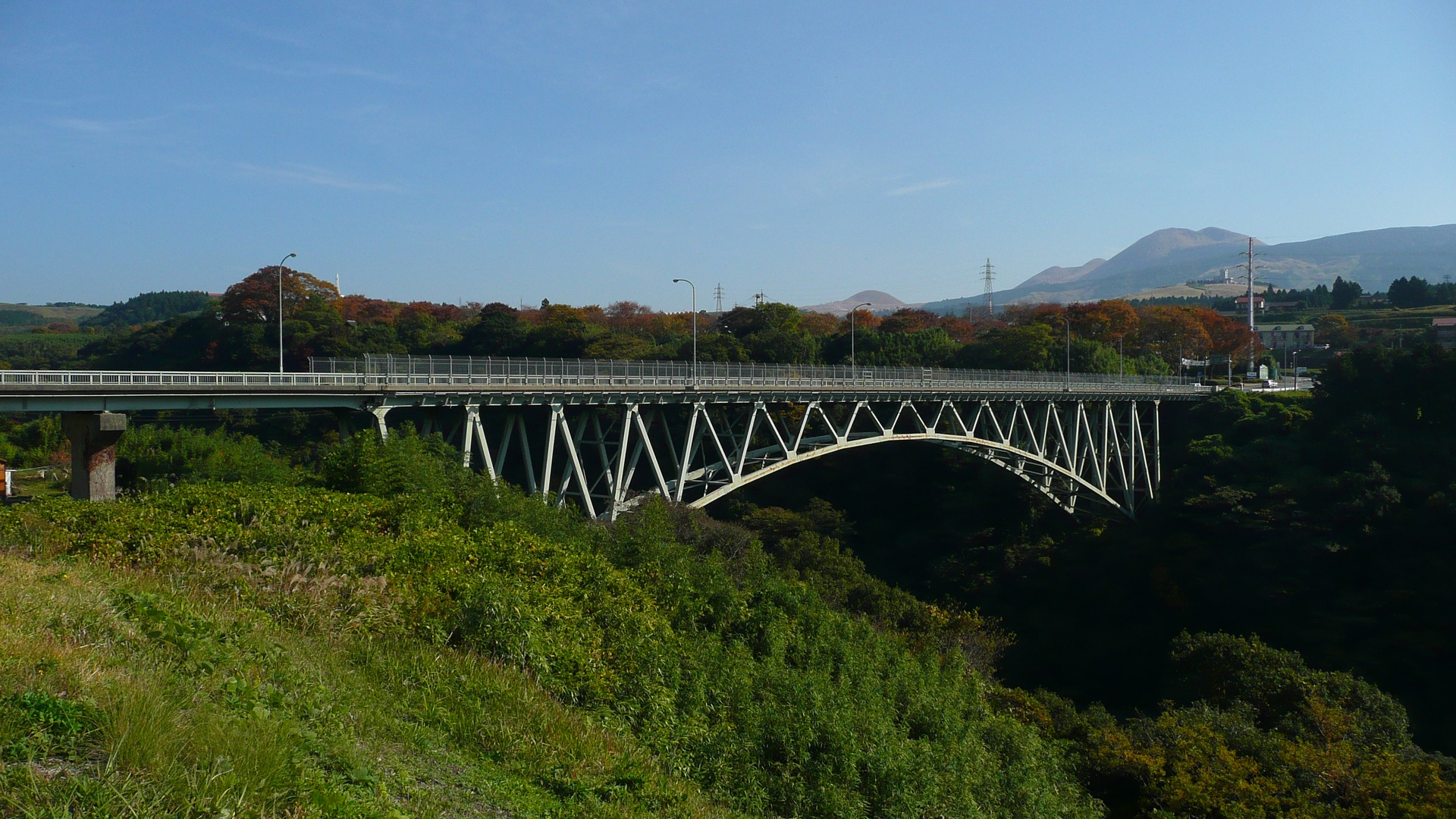
Великий міст Асо в Мінаміасо, який упав у річку Курокава (фото 2009 р.)

Землетруси в  префектурі Кумамото відбулися в  Японії на острові Кюсю  14 — 16 квітня 2016 року. Магнітуда землетрусу склала від 6,5 до 7,3 Mw. Понад 30 людей загинули, близько тисячі постраждали.

## 14 квітня
Перший землетрус стався 14 квітня о 21:26 JST (UTC+9:00).
Епіцентр землетрусу знаходився на глибині 12 км на північний захід від центру міста  Кумамото, найбільші пошкодження були в східному передмісті Кумамото Масікі, де загинули дев'ять осіб.
У наступні години сталося принаймні 11 підземних поштовхів, магнітудою не менше 4,5 Mw, один з яких — магнітудою 6 Mw, понад 140 підземних поштовхів було зареєстровано протягом двох днів. Землетрус відчувалися як далеко на північ (Сімоносекі на Хонсю), так і далеко на південь (Кірісіма).
Щонайменше 10 людей загинули і близько 880 були поранені. Замок Кумамото отримав пошкодження зовнішніх стін і даху через землетрус і його афтершоків. Прикраси сятіхоко були знищені. Велика кількість споруд були зруйновані або загорілася в результаті землетрусу. Численні зсуви пройшли в горах острова Кюсю, що зробило дороги непрохідними. Лікарня в Кумамото в значній мірі зруйнувалася, всі пацієнти були. У зв'язку з витоком природного газу поставка газу в Кумамото була зупинена.
Понад 44 000 чоловік були евакуйовані з найбільш постраждалих районів в. Лінія високошвидкісних залізниць Кюсю-Сінкансен була припинена після того, як поїзд зійшов з рейок через землетрус. Прем'єр-міністр Сіндзо Абе мобілізував 3000 особового складу сил самооборони Японії для надання допомоги місцевим органам влади в проведенні пошуково-рятувальних і відновлювальних робіт.

## 16 квітня
О 1:25 ранку JST 16 квітня (16:25 UTC, 15 квітня), стався землетрус магнітудою 7 на північ від Кумамото на острові Кюсю на південному заході Японії. Землетрус стався в результаті зсуву на невеликій глибині. Значної шкоди було завдано в районах, які вже постраждали від землетрусу 14 квітня після сильних підземних поштовхів (місто Беппу в префектурі  Оіта).
Було видано попередження про можливу появу цунамі з висотою хвилі від 0,2 до 1 м близько 8:30 ранку за місцевим часом.
Вулкан  Асо почав виверження з висотою викидів до 100 м; неясно, чи є виверження вулкана наслідком землетрусу. Казухіро Ісіхара, співробітник Кіотського університету та заступник голови Координаційного комітету СОУ з прогнозування вивержень вулканів, заявив, що вулкан Асо був активний раніше землетрусу, перебуваючи під попередженням 2-го рівня з 24 листопада 2015 року.
Принаймні 24 людей загинули і понад 1000 осіб отримали поранення. Поліція отримала понад 300 дзвінків в префектурі Кумамото і понад 100 дзвінків в префектурі  Оіта від жителів, що звертаються за допомогою; багато хто перебував під уламками. Ще 1600 солдатів сил самооборони Японії були спрямовані для надання допомоги постраждалим від землетрусу.
Місто Кумамото залишилося без води. Всі жителі села  Нісіхара були евакуйовані через побоювання, що може прорватися розташована поруч гребля.